# Sorcerer (마일스 데이비스의 음반)
| 전문가 평가                          | 전문가 평가 |
| 평가 점수                            | 평가 점수   |
| 출처                                 | 점수        |
| ------------------------------------ | ----------- |
| AllMusic                             | [ 3 ]       |
| DownBeat                             | [ 4 ]       |
| Encyclopedia of Popular Music        | [ 5 ]       |
| The Penguin Guide to Jazz Recordings | [ 6 ]       |
| The Rolling Stone Jazz Record Guide  | [ 7 ]       |
| Sputnikmusic                         | 4/5         |
| Tom Hull – on the Web                | A−          |

《Sorcerer》는 1967년 10월 23일, 컬럼비아 레코드에서 발매된 미국의 재즈 음악가 마일스 데이비스의 음반이다. 이 퀸텟이 녹음한 6장의 음반 중 세 번째 음반이다. 또한 1962년 보컬리스트 밥 도우어와의 세션에서 나온 한 트랙이 포함되어 있는데, 웨인 쇼터가 데이비스와 녹음한 것은 이번이 처음이다. 데이비스는 두 번째 트랙인 〈Pee Wee〉에서는 연주하지 않는다.  이 음반의 커버는 당시 데이비스의 여자친구 (그리고 나중에 그의 아내)였던 여배우 시실리 타이슨의 프로필 사진이다.

## 배경
CD 재발행에는 〈Masqualero〉와 〈Limbo〉의 대체 테이크가 포함된다. 〈Limbo〉의 대체 테이크는 뉴욕에서 최종 테이크가 녹음되기 며칠 전인 5월 9일 로스앤젤레스에서 녹음되었다. 이 테이크는 또한 론 카터를 베이시스트 버스터 윌리엄스로 대체했다. 두 버전의 〈Masqualero〉는 동일한 날짜에 그리고 동일한 인원으로 녹음되었다.

## 곡 목록
| #  | 제목                   | 작곡          | 재생 시간 |
| -- | ---------------------- | ------------- | --------- |
| 1. | 〈Prince of Darkness〉 | 웨인 쇼터     | 6:37      |
| 2. | 〈Pee Wee〉            | 토니 윌리엄스 | 4:49      |
| 3. | 〈Masqualero〉         | 쇼터          | 8:53      |
| 4. | 〈The Sorcerer〉       | 허비 행콕     | 5:10      |

| #  | 제목                 | 작곡                     | 재생 시간 |
| -- | -------------------- | ------------------------ | --------- |
| 1. | 〈Limbo〉            | 쇼터                     | 7:13      |
| 2. | 〈Vonetta〉          | 쇼터                     | 5:36      |
| 3. | 〈Nothing Like You〉 | 밥 도우어, 프란 랜데스만 | 1:55      |